# Flygplatskod
Flygplatskoder är förkortningar som används för flygplatser.
Det finns två typer av internationella flygplatskoder, IATA-kod och ICAO-kod.

## IATA-kod
IATA-kod (International Air Transport Association) är en treställig identifikationskod för flygplatser, vanligen en mer eller mindre begriplig förkortning av flygplatsens eller närmaste större stads namn. För städer med flera flygplatser finns ofta också en gemensam kod som avser staden, inte den enskilda flygplatsen.
Det är denna kod som vanligen anges på bagagelapparna, och används för biljetter, bagage, och liknande som rör passagerare. Koden är vid en given tidpunkt unik för varje flygplats som har reguljär passagerartrafik, även om vissa koder kan ha använts för andra flygplatser tidigare. 
Koden tilldelas direkt av IATA och har inget med geografiskt läge att göra, mer än stadens eller flygplatsens namn. Vissa koder är mer svårbegripliga. Det finns flygplatser och städer i USA som börjar på N, men koden inte gör det (till exempel Newark, kod EWR) vilket beror på att USA:s försvar reserverade koder som började på N. Kanada har valt att låta nästan alla koder börja på Y. Några städer har bytt namn, medan koden behållits, till exempel några i Ryssland och på Grönland.
Det finns också flygplatskoder (endast IATA-koder) tilldelade för järnvägsstationer bland annat i Sverige. Detta finns för att man ska kunna boka kombinerade flyg-tågresor för utländska resenärer där resebyrån inte har tillgång det europeiska tågbokningssystemet eller göra det bekvämare för resebyrån med ett enda system. Dessa koder börjar oftast på Q, X, Z eller annan sällan använd bokstav.

## ICAO-kod
ICAO-kod (Internationella civila luftfartsorganisationen) är en fyrställig kod avseende flygplatsers geografiska läge, som uteslutande används av piloter och flygledning. 
IATA-koder finns bara för flygplatser med reguljära flygningar, medan ICAO-koder finns även för små flygplatser med bara privatflyg.
ICAO-kodens första bokstav står för en större geografisk region (ett stort land eller flera mindre) I Europa norr om alperna är denna bokstav E, i Frankrike, Schweiz, Österrike och söder därom är första ICAO bokstav L. och USA:s större flygplatser brukar ha K plus IATA-koden och Kanada C plus IATA-koden. Andra bokstaven i ICAO-koden står i Europa för nation. För Sverige gäller således ES som de två första bokstäverna. Medan Danmark som synes har EK vilket visar att det inte går att gissa sig fram till alla länders ICAO-kod. 
De avslutande bokstäverna syftar på flygplatsens namn, och eventuellt vilken del av landet. Till exempel Brommas ICAO-kod är ESSB (Europe Sweden Stockholm Bromma)
Se ICAO airport code (engelska).  ICAO-koderna används för flygtekniska ändamål som till exempel flygplatsernas meteorologiska rapporter (METAR, METeorological Aerodrome Report) och prognoser (TAF, Terminal Area Forecast eller Terminal Aerodrome Forecast).
Ett exempel från verkligheten:
Ett SAS-plan ska flyga Köpenhamn Kastrup - Stockholm Arlanda. Passagerare med bagage har ARN (IATA-koden för Arlanda) plus eventuella bytesdestinationer på bagagelappen. Flygningen har tilldelats flightnummer SK1416. De två bokstäverna i flightnumret, "SK" (IATA-koden för SAS), avslöjar att SAS är operatör för flygningen. Varje kommersiellt flygbolag har sina egna bokstäver i flightnumret. IATA-koden har två bokstäver, medan ICAO-koden har tre. (flightnumren var förr alltid tresiffriga, men är nu allt oftare fyrsiffriga). Piloterna loggför att flygningen SAS1416 skall flygas från EKCH till ESSA. Dessa uppgifter, tillsammans med vilka brytpunkter som flygningen skall gå via, matas in i flygplanets navigationssystem. Även flygplanets transponder, en slags ID-signalator som sänder ut uppgifter om flygningen till flygledningen skall ställas in. På flygledningens radar syns då planet inte bara som en prick, utan de ser också att pricken motsvarar flight SAS1416 som flyger sträckan EKCH-ESSA och via vilka brytpunkter färdvägen går.

## Andra koder
Det finns också IATA- respektive ICAO-koder för flygbolag. Dessa IATA-koder har två bokstäver eller en bokstav och en siffra. ICAO-koderna har tre bokstäver. En flygning har IATA-koden och tre eller fyra siffror.
Utöver dessa koder och flightnummer har varje flygplan dessutom en registreringsbeteckning. Denna finns alltid målad på flygplanet och består vanligtvis enbart av bokstäver. Dess format är XX-XXX eller X-XXXX, till exempel OY-DSP vilket i verkligheten var en Boeing 720 ägd av Conair, numera Thomas Cook Airlines. OY står för Danmark. Alla svenskregistrerade flygplan har en beteckning som börjar på SE-.
En del länder har egna inrikes koder. Flygplatser i USA och Kanada har en helt annan typ av inhemska koder baserade även på siffror Många små flygplatser i de två länderna, vissa med reguljärflyg, har ingen ICAO-kod utan använder denna kod. Flygplatser i Ryssland (tidigare hela Sovjetunionen) har egna koder med kyrilliska bokstäver som används för inrikes biljettbokningar istället för IATA. Många små flygplatser i Ryssland har ingen IATA-kod, men dock ICAO-kod.

## Militärkoder

### Sverige
I Sverige har Flygvapnet använts sig av numrering av krigsflygbaserna. Detta då flygbasernas läge var av hög sekretess. I samband med att en flygbas anlades, fick den ett tillfälligt nummer av  Flygförvaltningens byggnadsavdelning, senare Fortifikationsverket. Under 1940-talet upprättades en hemlig fältnummerlista, vilken bestod av befintliga och planerade krigsflygbaser. Inofficiellt hade flygbasen ett namn, vilket var direkt anknuten till orten, till exempel Fält 1 vid byn Björka. Civila flygplatser som hade en roll som krigsflygbas tilldelades ett C-nummer, till exempel C 8 för Stockholm-Bromma. Efter att flera militära flottiljflygplatser öppnades i slutet av 1950-talet för civiltrafik, eller flygbaser övergått till övningsflygbaser, infördes en ny numrering. Istället för att flygbasen benämndes Fält 1 eller C 8, infördes en tvåsiffrig numrering, där till exempel Fält 1 blev krigsflygbas 23. De baser som fick denna beteckning, var de som senare kom att ingå i Bas 90-systemet. År 1999 gjorde numrering om, där krigsflygbaserna fick en tresiffrig numrering. Dock så tappade beteckningssystemet sin betydelse mellan åren 1999 och 2005, då större delen av baserna är avvecklades. Även om baserna numer omnämns efter sitt ortsnamn eller läge, var det länge en straffbar handling att röja basens geografiska läge för obehöriga. De större flygbaserna har också ICAO-koder.

## Lista över första bokstaven i ICAO-koden
| ICAO-kod Första bokstaven | Region                                 |
| ------------------------- | -------------------------------------- |
| B                         | Grönland, Island                       |
| C                         | Kanada                                 |
| D                         | Västafrika, östra delen                |
| E                         | Nordeuropa                             |
| F                         | Centrala och södra Afrika              |
| G                         | Västafrika, västra delen               |
| H                         | Östafrika                              |
| K                         | USA utom Alaska/Hawaii                 |
| L                         | Sydeuropa                              |
| M                         | Centralamerika                         |
| O                         | Mellanöstern                           |
| N                         | Södra Stilla havets öar                |
| P                         | Nordöstra Stilla havets kustländer/öar |
| R                         | Västra Stilla havets kustländer/öar    |
| S                         | Sydamerika                             |
| T                         | Karibien                               |
| U                         | Ryssland, Centralasien                 |
| V                         | Sydasien                               |
| W                         | Indonesien, Malaysia etc.              |
| Y                         | Australien                             |
| Z                         | Kina                                   |

## Exempel på flygplatser och deras IATA- respektive ICAO-koder
| Land           | Flygplats                             | IATA | ICAO |
| -------------- | ------------------------------------- | ---- | ---- |
| Danmark        | Kastrups flygplats                    | CPH  | EKCH |
| Frankrike      | Paris-Charles de Gaulle flygplats     | CDG  | LFPG |
| Spanien        | Alicante-Elches flygplats             | ALC  | LEAL |
| Storbritannien | London-Heathrow flygplats             | LHR  | EGLL |
| Sverige        | Göteborg-Landvetter Airport           | GOT  | ESGG |
| Sverige        | Malmö Airport                         | MMX  | ESMS |
| Sverige        | Stockholm Arlanda Airport             | ARN  | ESSA |
| Sverige        | Stockholm Skavsta Airport             | NYO  | ESKN |
| Sverige        | Umeå Airport                          | UME  | ESNU |
| Ryssland       | Sankt Petersburgs flygplats           | LED  | ULLI |
| Tyskland       | Münchens flygplats                    | MUC  | EDDM |
| USA            | Newark Liberty International Airport  | EWR  | KEWR |
| USA            | Seattle-Tacoma International Airport  | SEA  | KSEA |
| Kanada         | Toronto Pearson International Airport | YYZ  | CYYZ |

Se även Lista över flygplatser i Sverige där koder för alla svenska flygplatser finns.